# 门罗镇区 (艾奥瓦州约翰逊县)
門羅鎮區（英語：Monroe Township）是位於美國愛荷華州約翰遜縣的一個行政鎮區。

## 地方資料
根據2010年美國人口普查的數據，門羅鎮區的面積為78.61平方千米，當中陸地面積為77.84平方千米，而水域面積為0.77平方千米。當地共有人口3047人，而人口密度為每平方千米38.76人。